# バーンアウト (ゲーム)
バーンアウト（Burnout）は、Criterion Games（一部の作品はEA UK）が開発し、エレクトロニック・アーツ、セガサミーから発売された公道レースゲームおよびそのシリーズ。

## 概要
美しいグラフィックと、レースゲームでありながら意図的に事故を起こさせ、他車を破壊しながらゴールを目指すという異色のシリーズ。
シリーズの『ドミネーター』と『パラダイス』では、日本のロックユニット「B'z」とのコラボレーション企画として、楽曲の提供（「FRICTION」）やパラダイスではB'zのペイント車の収録が行われている。

## シリーズ

### グランドヒート
第1作Burnoutは『グランドヒート（GRAND HEAT）』という名称でセガから発売される予定だったが、諸事情により中止、発売されなかった。海外では2001年11月2日にPlayStation 2、2002年9月19日にXbox、ニンテンドー ゲームキューブで発売された。海外版の発売元はアクレイム。
なお、サクセスから発売された『サクセススーパーライト1500シリーズ BURN OUT』（PlayStation、2000年8月24日）は本シリーズとは無関係である。

### BURNOUT2 POINT OF IMPACT
サミーから発売された。主なモードは｢レース｣、ライバル車が逃げ切る前にライバル車の破壊を目指す｢チェイス｣、一般車両の列や交差点に突っ込み被害額を競う｢クラッシュ｣。危険な走行（ドリフト、対向車線の走行）でブーストを溜めるという要素は1作目から存在。この作品ではブーストの使用中に危険な走行をし、ブーストを途切れなく使用する｢ブーストチェイン｣も存在。
海外ではXbox、ゲームキューブでも発売されている。Xbox版がワールドコレクションとして発売される予定もあったが、中止になった。

### バーンアウト3 テイクダウン
エレクトロニック・アーツより発売。ライバル車をクラッシュさせる｢テイクダウン｣が初めて可能になった。これに伴い、テイクダウン数を競う｢ロードレイジ｣モードが追加されたが、2でのブーストチェインやその他一部の要素は削除されている。海外ではXboxでも発売されている。
ナビゲーター（Crash FMのDJ RYU）はMC RYU。

### バーンアウト レジェンド
本シリーズでは初のPSP専用ソフト。『3 テイクダウン』をベースとした作品。過去作品から一部の車、コース、モードが復活している。海外ではニンテンドーDSでも発売されている。

### バーンアウト リベンジ
PlayStation 2とXbox 360で発売。ナンバリングとしては4作目に当たる。新要素として同方向に走行している小・中型の一般車を弾き飛ばせる｢トラフィックチェック｣が追加。これに伴い、トラフィックチェックでの被害額を競う｢トラフィックアタック｣モードが追加。海外ではXboxでも発売されている。
ナレーションは富沢美智恵。

### バーンアウト ドミネーター
『2』にあったブーストチェインが復活。危険走行で得点を競う｢マニアック｣モードが追加されたが、トラフィックチェックやクラッシュモードは削除された。PSP版のみ、メモリースティックにコースデータをダウンロードしてコースを追加できる。
ナレーションは富沢美智恵。

## 登場車種
バーンアウトシリーズに登場するマシンは全て架空の車種である。
また、パラダイスでは、メーカー名と車名が全て独自に設定されている。感覚はリッジレーサーシリーズに似ている。
尚、パラダイスの車種についてはバーンアウト パラダイスの車種一覧も参照。

## 余談
開発者の一人であるアレックス・ワードは、公式サイトでのインタビューの中でトレジャーのシューティングゲーム『斑鳩』の「敵の弾に当たるとパワーアップする」という要素が、意図的にクラッシュを発生させるレースゲームという本シリーズの発想の原点になったと語っている。

## 参照
1. ↑  http://www.xbox-news.com/news/200309b.html
2. ↑  バーンアウト リベンジ公式サイト内の開発責任者 アレックス・ワード インタビューより。